# STS-84
STS-84 (ang. Space Transportation System) – misja amerykańskiego wahadłowca Atlantis na rosyjską stacji kosmicznej Mir. Był to dziewiętnasty lot promu Atlantis i osiemdziesiąty czwarty programu lotów wahadłowców.

## Załoga
źródło
- Charles Precourt (3)*, Dowódca (CDR)
- Eileen Collins (2), Pilot (PLT)
- Carlos Noriega (1), Specjalista misji (MS2)
- Edward Lu, (1), Specjalista misji (MS3)
- Jean-François Clervoy (2), (ESA) Specjalista misji (MS1) (Francja)
- Jelena Kondakowa (2), (RKA) Specjalista misji (MS4) (Rosja)

## Przywieziony członek załogi Mira
- Michael Foale (4), Specjalista misji (MS5)

## Odwieziony na Ziemię członek załogi Mira
- Jerry Linenger (2)

*(liczba w nawiasie oznacza liczbę lotów odbytych przez każdego z astronautów)

## Parametry misji
- Masa:
  - startowa orbitera: - kg ?
  - lądującego orbitera: 100 289 kg[1]
  - Spacehab-DM: 4187 kg[1]
  - ładunku dostarczonego/zabranego ze stacji Mir: 3318 kg[2]
- Perygeum: 377 km[1]
- Apogeum: 393 km[1]
- Inklinacja: 51,7°[1]
- Okres orbitalny: 92,3 min[1]

## Cel misji
Szósty lot wahadłowca na rosyjską stację Mir; na Ziemię powrócił (132 dni 4 godz. 1 min w kosmosie) astronauta Jerry Linenger (na stację przyleciał promem Atlantis w misji STS-81), którego miejsce zajął Michael Foale.

## Dokowanie do Mira
- Połączenie z Mirem: 17 maja 1997, 02:33:20 UTC
- Odłączenie od Mira: 22 maja 1997, 01:03:56 UTC
- Łączny czas dokowania: 4 dni 22 godziny 30 minut 36 sekund